# 봉합사

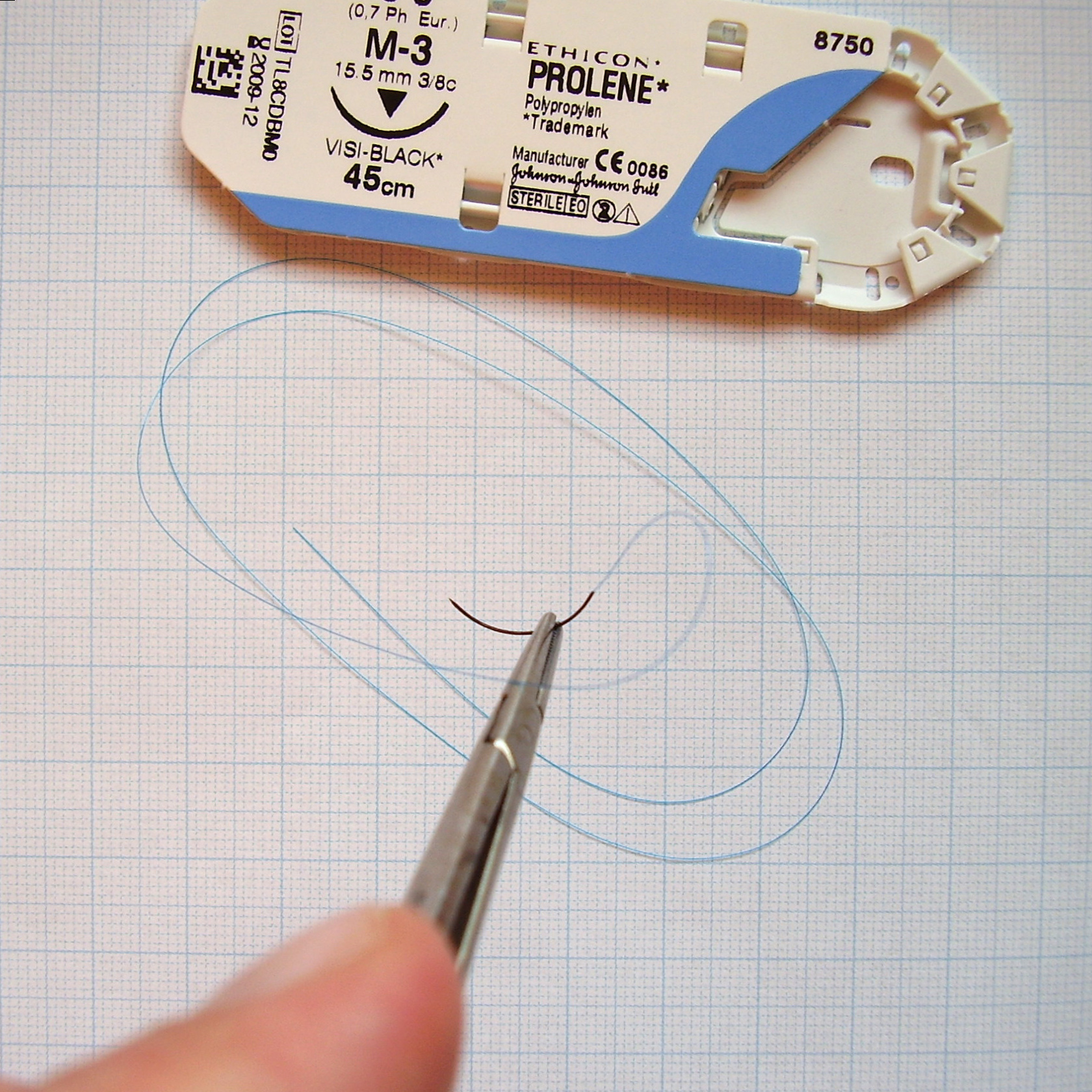
바늘(ø15.5mm) 봉합사와 바늘집게 그리고 케이스

봉합사(縫合絲, surgical suture, stitch, stitches)는 상처나 수술한 자리 또는 피부가 찢어진 부위를 붙이기 위해 꿰메는 실이다. 흡수되는 소재가 아닌 한 상처가 아문 뒤에 실밥을 제거해야 한다.
봉합에 사용되는 실은 손상된 신체조직의 상황 뿐만 아니라 봉합사 자체의 굵기와 재질에서 다양한 선택을 하게 된다. 일반적으로 실의 굵기가 가늘다면 조작하기 쉽게 더 유연하며 봉합후 완치된 상처의 흔적이 보다 최소화하기에 적합하다. 그러나 손상된 정도나 신체 부위에 따라 이러한 선택은 덜 고려될 수 있다. 한편 봉합사는 조직에 흡수되어 발사(stitch out)하지 않아도 되는 흡수성 봉합사와 비흡수성 봉합사의 종류가 있다.